# Meistriliiga 2025
La Meistriliiga 2025 (también conocida como A. Le Coq Premium Liiga por razones de patrocinio) es la 35.ª edición de la máxima competición profesional de fútbol en Estonia. El torneo comenzó el 28 de febrero de 2025 y finalizara el 8 de noviembre de 2025.
Un total de 10 equipos participan en la competición, incluyendo 8 equipos de la temporada anterior, 1 proveniente de la Esiliiga 2024 y ganador del playoff.
El Levadia Tallinn es el campeón defensor.

## Formato
La competición consta de un grupo único integrado por diez clubes de toda la geografía estonia. Siguiendo un sistema de liga, los diez equipos se enfrentan todos contra todos en cuatro ocasiones, dos en campo propio y otras dos en campo contrario, sumando un total de 36 jornadas. El orden de los encuentros se decide por sorteo antes de empezar la competición y la clasificación final se establece teniendo en cuenta los puntos obtenidos en cada enfrentamiento, a razón de tres por partido ganado, uno por empate y ninguno en caso de derrota.

### Clasificación para competiciones europeas
El mejor equipo se clasificará para la Liga de Campeones de la UEFA 2026-27. El campeón de la Copa de Estonia 2025-26 y los siguientes dos mejores equipos ubicados no clasificados a la Liga de Campeones de la UEFA 2026-27 y a la Liga Europa de la UEFA 2026-27 clasificarán a la Liga Conferencia de la UEFA 2026-27 y el último descenderá a la Esiliiga 2026.
No obstante, esta distribución se puede ver alterada si alguno de los equipos que han obtenido una plaza en alguna competición europea a través de las competiciones nacionales hubiera obtenido una plaza diferente tras la consecución de algún título europeo en la misma temporada, o hubiera obtenido dos plazas distintas en competiciones nacionales (una a través de la Liga y otra a través de la Copa), provocando así las siguientes dos excepciones:
- Excepción de la Copa de Estonia: Si un equipo obtiene una plaza para la Liga Conferencia de la UEFA por ganar la Copa de Estonia, pero finaliza la temporada en el primer lugar de la A. Le Coq Premium Liiga, la plaza obtenida en Copa pasa al segundo clasificado, siendo el equipo clasificado en cuarto lugar quien acceda a la plaza de la Liga Conferencia de la UEFA.

## Relevos
Diez equipos compiten en la liga: los 9 mejores equipos de la A. Le Coq Premium Liiga 2024 y el mejor equipo promovido de la Esiliiga 2024.
| Pos. | Descendidos a Esiliiga |
| ---- | ---------------------- |
| 10.º | Nõmme United           |

| Pos. | Ascendidos de Esiliiga |
| ---- | ---------------------- |
| 1.º  | Harju                  |

## Información
| Equipo              | Ciudad     | Entrenador           | Capitán         | Estadio                  | Capacidad | Proveedor     |
| ------------------- | ---------- | -------------------- | --------------- | ------------------------ | --------- | ------------- |
| Flora Tallin        | Tallin     | Konstantin Vassiljev | Rauno Alliku    | A. Le Coq Arena          | 14 336    | Nike          |
| Harju               | Laagri     | Lauri Nuuma          | Andres Järve    | Laagri Stadium           | 500       | Adidas        |
| Kuressaare          | Kuressaare | Sander Post          | Märten Pajunurm | Kuressaare linnastaadion | 2 000     | Nike          |
| Levadia Tallinn     | Tallin     | Curro Torres         | Rasmus Peetson  | A. Le Coq Arena          | 14 336    | Macron        |
| Narva Trans         | Narva      | Roman Kozhukhovskyi  | Elysée          | Narva Kreenholm Stadium  | 1 065     | Nike          |
| Nõmme Kalju         | Nõmme      | Nikita Andréyev      | Henri Perk      | Sportland Arena          | 1 172     | Adidas        |
| Paide Linnameeskond | Paide      | Vladimir Vassiljev   | Henrik Ojamaa   | Paide linnastaadion      | 500       | Capelli Sport |
| Tallinna Kalev      | Tallin     | Alo Bärengrub        | Vadim Mihhailov | Kadriorg Stadium         | 5 000     | Macron        |
| Tammeka Tartu       | Tartu      | Siim Valtna INT      | Richard Aland   | Tartu Tamme Stadium      | 1 750     | Nike          |
| Vaprus Pärnu        | Pärnu      | Igor Prins           | Magnus Villota  | Pärnu Rannastaadion      | 1 501     | Nike          |

### Cambios de entrenadores
| Equipo              | Entrenador (Jornadas)       | Fecha de vacante        | Tipo de salida     | Posición en la tabla | Entrenador entrante         | Fecha de nombramiento   |
| ------------------- | --------------------------- | ----------------------- | ------------------ | -------------------- | --------------------------- | ----------------------- |
| Harju               | Victor Silva                | 22 de noviembre de 2024 | Fin de contrato    | Pretemporada         | Lauri Nuuma                 | 29 de noviembre de 2024 |
| Kuressaare          | Roman Kozhukhovskyi         | 23 de noviembre de 2024 | Fin de contrato    | Pretemporada         | Sander Post                 | 1 de enero de 2025      |
| Flora Tallin        | Taavi Viik                  | 25 de noviembre de 2024 | Mutuo acuerdo      | Pretemporada         | Konstantin Vassiljev        | 25 de noviembre de 2024 |
| Narva Trans         | Ricardo Afonso              | 4 de diciembre de 2024  | Fin de interinidad | Pretemporada         | Roman Kozhukhovskyi         | 31 de diciembre de 2024 |
| Tammeka Tartu       | Marti Pähn (1–8)            | 20 de abril de 2025     | Fin de contrato    | 9.º                  | Siim Valtna INT             | 20 de abril de 2025     |
| Tallinna Kalev      | Teemu Tainio (1–9)          | 24 de abril de 2025     | Renuncia           | 10.º                 | Alo Bärengrub               | 24 de abril de 2025     |
| Paide Linnameeskond | Ivan Stojković (1–13)       | 19 de mayo de 2025      | Despedido          | 5.º                  | Tarmo Kink Ats Sillaste INT | 19 de mayo de 2025      |
| Paide Linnameeskond | Tarmo Kink Ats Sillaste INT | 25 de mayo de 2025      | Fin de interinidad | 5.º                  | Vladimir Vassiljev          | 25 de mayo de 2025      |

## Localización
| Región   | N.º | Equipos                                                            |
| -------- | --- | ------------------------------------------------------------------ |
| Harju    | 5   | Flora Tallin, Harju, Levadia Tallinn, Nõmme Kalju y Tallinna Kalev |
| Ida-Viru | 1   | Narva Trans                                                        |
| Järva    | 1   | Paide Linnameeskond                                                |
| Pärnu    | 1   | Vaprus Pärnu                                                       |
| Saare    | 1   | Kuressaare                                                         |
| Tartu    | 1   | Tammeka Tartu                                                      |

## Clasificación
| Pos. | Equipo              | Pts. | PJ | G  | E | P  | GF | GC | Dif. | Clasificación 2026-27                                |
| ---- | ------------------- | ---- | -- | -- | - | -- | -- | -- | ---- | ---------------------------------------------------- |
| 1    | Levadia Tallinn     | 56   | 23 | 18 | 2 | 3  | 60 | 17 | +43  | Primera ronda clasificatoria de la Liga de Campeones |
| 2    | Flora Tallin        | 51   | 23 | 16 | 3 | 4  | 49 | 20 | +29  | Primera ronda clasificatoria de la Liga Conferencia  |
| 3    | Paide Linnameeskond | 48   | 24 | 15 | 3 | 6  | 42 | 21 | +21  | Primera ronda clasificatoria de la Liga Conferencia  |
| 4    | Nõmme Kalju         | 44   | 24 | 14 | 2 | 8  | 48 | 29 | +19  |                                                      |
| 5    | Narva Trans         | 42   | 24 | 13 | 3 | 8  | 43 | 30 | +13  |                                                      |
| 6    | Vaprus Pärnu        | 33   | 24 | 9  | 6 | 9  | 41 | 33 | +8   |                                                      |
| 7    | Harju               | 19   | 24 | 5  | 4 | 15 | 27 | 50 | −23  |                                                      |
| 8    | Tammeka Tartu       | 19   | 24 | 6  | 1 | 17 | 30 | 59 | −29  |                                                      |
| 9    | Kuressaare          | 17   | 24 | 5  | 2 | 17 | 24 | 51 | −27  | Play-offs de promoción de categoría                  |
| 10   | Tallinna Kalev      | 14   | 24 | 4  | 2 | 18 | 24 | 77 | −53  | Descenso a la Esiliiga                               |

Actualizado a los partidos jugados el 17 de agosto de 2025.
 Fuente: A. Le Coq Premium Liiga
Criterios de clasificación: Puntos · Menos partidos concedidos en contra · Puntos en enfrentamientos directos · Diferencia de goles en enfrentamientos directos · Partidos ganados · Diferencia de goles · Goles a favor · Goles a favor como visitante · Fair Play · Sorteo

### Evolución de la clasificación
| Equipo              | 01 | 02 | 03 | 04 | 05 | 06 | 07 | 08 | 09 | 10 | 11 | 12 | 13 | 14 | 15 | 16 | 17 | 18  | 19  | 20 | 21 | 22 | 23 | 24 | 25 | 26 | 27 | 28 | 29 | 30 | 31 | 32 | 33 | 34 | 35 | 36 |
| ------------------- | -- | -- | -- | -- | -- | -- | -- | -- | -- | -- | -- | -- | -- | -- | -- | -- | -- | --- | --- | -- | -- | -- | -- | -- | -- | -- | -- | -- | -- | -- | -- | -- | -- | -- | -- | -- |
| Levadia Tallinn     | 1  | 1  | 1  | 1  | 1  | 1  | 1  | 1  | 1  | 1  | 1  | 1  | 3  | 2  | 2  | 2  | 2  | 1   | 1   | 1  | 1  | 1  | 1* | 1* | 1* |    |    |    |    |    |    |    |    |    |    |    |
| Flora Tallin        | 6  | 8  | 4  | 3  | 3  | 3  | 3  | 3  | 3  | 3  | 2  | 2  | 1  | 1  | 1  | 1  | 1  | 2   | 2   | 2  | 2  | 2  | 2* | 2* |    |    |    |    |    |    |    |    |    |    |    |    |
| Paide Linnameeskond | 3  | 2  | 2  | 2  | 2  | 2  | 2  | 2  | 2  | 2  | 3  | 5  | 5  | 5  | 5  | 5  | 4  | 4   | 3   | 3  | 3  | 3  | 3  | 3  |    |    |    |    |    |    |    |    |    |    |    |    |
| Nõmme Kalju         | 2  | 3  | 6  | 7  | 7  | 5  | 5  | 4  | 4  | 4  | 4  | 3  | 2  | 3  | 3  | 3  | 3  | 3   | 4   | 4  | 4  | 4  | 4  | 4  |    |    |    |    |    |    |    |    |    |    |    |    |
| Narva Trans         | 5  | 9  | 7  | 4  | 4  | 4  | 4  | 5  | 5  | 5  | 5  | 4  | 4  | 4  | 4  | 4  | 5  | 5*  | 5*  | 5  | 5  | 5  | 5  | 5  |    |    |    |    |    |    |    |    |    |    |    |    |
| Vaprus Pärnu        | 9  | 7  | 9  | 5  | 5  | 6  | 6  | 7  | 7  | 6  | 7  | 8  | 6  | 6  | 6  | 6  | 6  | 6*  | 6*  | 6* | 6  | 6  | 6  | 6  |    |    |    |    |    |    |    |    |    |    |    |    |
| Harju               | 10 | 6  | 3  | 6  | 6  | 7  | 7  | 6  | 6  | 7  | 6  | 6  | 7  | 7  | 7  | 7  | 8  | 8*  | 8*  | 8* | 9  | 9  | 7  | 7  |    |    |    |    |    |    |    |    |    |    |    |    |
| Tammeka Tartu       | 4  | 5  | 5  | 8  | 8  | 8  | 8  | 9  | 8  | 9  | 9  | 9  | 9  | 9  | 9  | 8  | 7  | 7*  | 7*  | 7  | 7  | 7  | 8  | 8  |    |    |    |    |    |    |    |    |    |    |    |    |
| Kuressaare          | 7  | 4  | 8  | 9  | 10 | 10 | 10 | 8  | 9  | 8  | 8  | 7  | 8  | 8  | 8  | 9  | 9  | 9*  | 9*  | 9  | 8  | 8  | 9  | 9  |    |    |    |    |    |    |    |    |    |    |    |    |
| Tallinna Kalev      | 8  | 10 | 10 | 10 | 9  | 9  | 9  | 10 | 10 | 10 | 10 | 10 | 10 | 10 | 10 | 10 | 10 | 10* | 10* | 10 | 10 | 10 | 10 | 10 |    |    |    |    |    |    |    |    |    |    |    |    |

(*) Indica la posición del equipo con un partido pendiente

## Resultados

### Primera vuelta
| Jornada 1       | Jornada 1 | Jornada 1           | Jornada 1                | Jornada 1     | Jornada 1 | Jornada 1    |
| Local           | Resultado | Visitante           | Estadio                  | Fecha         | Hora      | Espectadores |
| --------------- | --------- | ------------------- | ------------------------ | ------------- | --------- | ------------ |
| Levadia Tallinn | 5 – 0     | Harju               | A. Le Coq Arena          | 28 de febrero | 19:00     | 529          |
| Vaprus Pärnu    | 0 – 3     | Nõmme Kalju         | Pärnu Rannastaadion      | 1 de marzo    | 12:30     | 371          |
| Flora Tallin    | 2 – 2     | Narva Trans         | A. Le Coq Arena          | 1 de marzo    | 14:30     | 358          |
| Kuressaare      | 1 – 2     | Paide Linnameeskond | Kuressaare linnastaadion | 2 de marzo    | 12:30     | 158          |
| Tallinna Kalev  | 1 – 2     | Tammeka Tartu       | Kadriorg Stadium         | 2 de marzo    | 14:30     | 207          |

| Jornada 2           | Jornada 2 | Jornada 2       | Jornada 2               | Jornada 2  | Jornada 2 | Jornada 2    |
| Local               | Resultado | Visitante       | Estadio                 | Fecha      | Hora      | Espectadores |
| ------------------- | --------- | --------------- | ----------------------- | ---------- | --------- | ------------ |
| Flora Tallin        | 0 – 1     | Vaprus Pärnu    | A. Le Coq Arena         | 8 de marzo | 12:30     | 323          |
| Narva Trans         | 0 – 2     | Kuressaare      | Narva Kreenholm Stadium | 8 de marzo | 14:30     | 142          |
| Tammeka Tartu       | 2 – 3     | Levadia Tallinn | Tartu Tamme Stadium     | 8 de marzo | 14:30     | 360          |
| Harju               | 2 – 0     | Tallinna Kalev  | Laagri Stadium          | 9 de marzo | 12:30     | 409          |
| Paide Linnameeskond | 4 – 0     | Nõmme Kalju     | Paide linnastaadion     | 9 de marzo | 14:30     | 269          |

| Jornada 3      | Jornada 3 | Jornada 3           | Jornada 3                | Jornada 3   | Jornada 3 | Jornada 3    |
| Local          | Resultado | Visitante           | Estadio                  | Fecha       | Hora      | Espectadores |
| -------------- | --------- | ------------------- | ------------------------ | ----------- | --------- | ------------ |
| Vaprus Pärnu   | 1 – 2     | Levadia Tallinn     | Pärnu Rannastaadion      | 15 de marzo | 12:30     | 337          |
| Narva Trans    | 1 – 0     | Paide Linnameeskond | Narva Kreenholm Stadium  | 15 de marzo | 14:30     | 186          |
| Tallinna Kalev | 0 – 4     | Flora Tallin        | Kadriorg Stadium         | 15 de marzo | 14:30     | 340          |
| Kuressaare     | 1 – 2     | Harju               | Kuressaare linnastaadion | 16 de marzo | 12:30     | 85           |
| Nõmme Kalju    | 2 – 2     | Tammeka Tartu       | Sportland Arena          | 16 de marzo | 14:30     | 238          |

| Jornada 4           | Jornada 4 | Jornada 4      | Jornada 4           | Jornada 4   | Jornada 4 | Jornada 4    |
| Local               | Resultado | Visitante      | Estadio             | Fecha       | Hora      | Espectadores |
| ------------------- | --------- | -------------- | ------------------- | ----------- | --------- | ------------ |
| Tammeka Tartu       | 0 – 5     | Vaprus Pärnu   | Tartu Tamme Stadium | 29 de marzo | 12:30     | 284          |
| Harju               | 0 – 3     | Narva Trans    | Laagri Stadium      | 29 de marzo | 14:30     | 334          |
| Flora Tallin        | 5 – 0     | Kuressaare     | A. Le Coq Arena     | 29 de marzo | 17:00     | 678          |
| Paide Linnameeskond | 5 – 0     | Tallinna Kalev | Paide linnastaadion | 30 de marzo | 12:30     | 156          |
| Levadia Tallinn     | 2 – 1     | Nõmme Kalju    | A. Le Coq Arena     | 30 de marzo | 14:30     | 438          |

| Jornada 5           | Jornada 5 | Jornada 5       | Jornada 5               | Jornada 5  | Jornada 5 | Jornada 5    |
| Local               | Resultado | Visitante       | Estadio                 | Fecha      | Hora      | Espectadores |
| ------------------- | --------- | --------------- | ----------------------- | ---------- | --------- | ------------ |
| Paide Linnameeskond | 1 – 0     | Tammeka Tartu   | Paide linnastaadion     | 5 de abril | 12:30     | 174          |
| Narva Trans         | 0 – 1     | Levadia Tallinn | Narva Kreenholm Stadium | 5 de abril | 14:30     | 143          |
| Nõmme Kalju         | 1 – 2     | Flora Tallin    | Sportland Arena         | 5 de abril | 14:30     | 301          |
| Vaprus Pärnu        | 1 – 1     | Harju           | Pärnu Rannastaadion     | 5 de abril | 17:00     | 258          |
| Tallinna Kalev      | 4 – 1     | Kuressaare      | Kadriorg Stadium        | 5 de abril | 19:00     | 204          |

| Jornada 6           | Jornada 6 | Jornada 6      | Jornada 6               | Jornada 6  | Jornada 6 | Jornada 6    |
| Local               | Resultado | Visitante      | Estadio                 | Fecha      | Hora      | Espectadores |
| ------------------- | --------- | -------------- | ----------------------- | ---------- | --------- | ------------ |
| Narva Trans         | 1 – 0     | Tallinna Kalev | Narva Kreenholm Stadium | 8 de abril | 17:30     | 119          |
| Levadia Tallinn     | 2 – 1     | Kuressaare     | A. Le Coq Arena         | 8 de abril | 18:00     | 175          |
| Tammeka Tartu       | 1 – 2     | Flora Tallin   | Tartu Tamme Stadium     | 8 de abril | 19:00     | 243          |
| Nõmme Kalju         | 3 – 0     | Harju          | Sportland Arena         | 9 de abril | 18:00     | 233          |
| Paide Linnameeskond | 1 – 0     | Vaprus Pärnu   | Paide linnastaadion     | 9 de abril | 19:00     | 181          |

| Jornada 7       | Jornada 7 | Jornada 7           | Jornada 7                | Jornada 7   | Jornada 7 | Jornada 7    |
| Local           | Resultado | Visitante           | Estadio                  | Fecha       | Hora      | Espectadores |
| --------------- | --------- | ------------------- | ------------------------ | ----------- | --------- | ------------ |
| Kuressaare      | 0 – 2     | Nõmme Kalju         | Kuressaare linnastaadion | 12 de abril | 14:30     | 91           |
| Harju           | 1 – 2     | Paide Linnameeskond | Laagri Stadium           | 12 de abril | 17:00     | 225          |
| Levadia Tallinn | 0 – 0     | Flora Tallin        | A. Le Coq Arena          | 12 de abril | 19:00     | 1 184        |
| Vaprus Pärnu    | 2 – 2     | Tallinna Kalev      | Pärnu Rannastaadion      | 13 de abril | 14:30     | 352          |
| Tammeka Tartu   | 1 – 2     | Narva Trans         | Tartu Tamme Stadium      | 13 de abril | 17:00     | 256          |

| Jornada 8      | Jornada 8 | Jornada 8           | Jornada 8                | Jornada 8   | Jornada 8 | Jornada 8    |
| Local          | Resultado | Visitante           | Estadio                  | Fecha       | Hora      | Espectadores |
| -------------- | --------- | ------------------- | ------------------------ | ----------- | --------- | ------------ |
| Flora Tallin   | 1 – 0     | Paide Linnameeskond | A. Le Coq Arena          | 18 de abril | 14:30     | 702          |
| Kuressaare     | 1 – 0     | Vaprus Pärnu        | Kuressaare linnastaadion | 18 de abril | 17:00     | 173          |
| Harju          | 4 – 1     | Tammeka Tartu       | Laagri Stadium           | 18 de abril | 19:00     | 300          |
| Tallinna Kalev | 0 – 9     | Levadia Tallinn     | Kadriorg Stadium         | 19 de abril | 14:30     | 337          |
| Narva Trans    | 1 – 2     | Nõmme Kalju         | Narva Kreenholm Stadium  | 19 de abril | 17:00     | 242          |

| Jornada 9           | Jornada 9 | Jornada 9       | Jornada 9           | Jornada 9   | Jornada 9 | Jornada 9    |
| Local               | Resultado | Visitante       | Estadio             | Fecha       | Hora      | Espectadores |
| ------------------- | --------- | --------------- | ------------------- | ----------- | --------- | ------------ |
| Nõmme Kalju         | 6 – 1     | Tallinna Kalev  | Sportland Arena     | 22 de abril | 18:00     | 236          |
| Tammeka Tartu       | 1 – 0     | Kuressaare      | Tartu Tamme Stadium | 22 de abril | 18:00     | 415          |
| Flora Tallin        | 4 – 1     | Harju           | A. Le Coq Arena     | 22 de abril | 19:00     | 328          |
| Vaprus Pärnu        | 1 – 2     | Narva Trans     | Pärnu Rannastaadion | 23 de abril | 18:00     | 214          |
| Paide Linnameeskond | 2 – 1     | Levadia Tallinn | Paide linnastaadion | 23 de abril | 19:00     | 451          |

### Segunda vuelta
| Jornada 10      | Jornada 10 | Jornada 10          | Jornada 10               | Jornada 10  | Jornada 10 | Jornada 10   |
| Local           | Resultado  | Visitante           | Estadio                  | Fecha       | Hora       | Espectadores |
| --------------- | ---------- | ------------------- | ------------------------ | ----------- | ---------- | ------------ |
| Harju           | 0 – 1      | Vaprus Pärnu        | Laagri Stadium           | 26 de abril | 14:30      | 302          |
| Tallinna Kalev  | 1 – 0      | Paide Linnameeskond | Kadriorg Stadium         | 26 de abril | 17:00      | 287          |
| Levadia Tallinn | 4 – 0      | Tammeka Tartu       | A. Le Coq Arena          | 26 de abril | 19:00      | 428          |
| Flora Tallin    | 2 – 3      | Nõmme Kalju         | A. Le Coq Arena          | 27 de abril | 14:30      | 673          |
| Kuressaare      | 2 – 1      | Narva Trans         | Kuressaare linnastaadion | 27 de abril | 17:00      | 240          |

| Jornada 11          | Jornada 11 | Jornada 11      | Jornada 11              | Jornada 11 | Jornada 11 | Jornada 11   |
| Local               | Resultado  | Visitante       | Estadio                 | Fecha      | Hora       | Espectadores |
| ------------------- | ---------- | --------------- | ----------------------- | ---------- | ---------- | ------------ |
| Vaprus Pärnu        | 0 – 3      | Flora Tallin    | Pärnu Rannastaadion     | 2 de mayo  | 19:00      | 518          |
| Tallinna Kalev      | 1 – 3      | Harju           | Kadriorg Stadium        | 3 de mayo  | 14:30      | 367          |
| Narva Trans         | 4 – 0      | Tammeka Tartu   | Narva Kreenholm Stadium | 3 de mayo  | 17:00      | 174          |
| Nõmme Kalju         | 2 – 0      | Levadia Tallinn | Sportland Arena         | 4 de mayo  | 14:30      | 544          |
| Paide Linnameeskond | 1 – 1      | Kuressaare      | Paide linnastaadion     | 4 de mayo  | 17:00      | 288          |

| Jornada 12      | Jornada 12 | Jornada 12          | Jornada 12               | Jornada 12 | Jornada 12 | Jornada 12   |
| Local           | Resultado  | Visitante           | Estadio                  | Fecha      | Hora       | Espectadores |
| --------------- | ---------- | ------------------- | ------------------------ | ---------- | ---------- | ------------ |
| Harju           | 0 – 3      | Flora Tallin        | Laagri Stadium           | 9 de mayo  | 19:00      | 323          |
| Kuressaare      | 2 – 0      | Tallinna Kalev      | Kuressaare linnastaadion | 10 de mayo | 14:30      | 103          |
| Tammeka Tartu   | 0 – 1      | Nõmme Kalju         | Tartu Tamme Stadium      | 10 de mayo | 17:00      | 249          |
| Levadia Tallinn | 2 – 1      | Paide Linnameeskond | A. Le Coq Arena          | 11 de mayo | 14:30      | 663          |
| Narva Trans     | 4 – 2      | Vaprus Pärnu        | Narva Kreenholm Stadium  | 11 de mayo | 17:00      | 147          |

| Jornada 13          | Jornada 13 | Jornada 13      | Jornada 13          | Jornada 13 | Jornada 13 | Jornada 13   |
| Local               | Resultado  | Visitante       | Estadio             | Fecha      | Hora       | Espectadores |
| ------------------- | ---------- | --------------- | ------------------- | ---------- | ---------- | ------------ |
| Vaprus Pärnu        | 2 – 1      | Tammeka Tartu   | Pärnu Rannastaadion | 17 de mayo | 14:30      | 368          |
| Paide Linnameeskond | 2 – 2      | Harju           | Paide linnastaadion | 17 de mayo | 17:00      | 191          |
| Flora Tallin        | 1 – 0      | Levadia Tallinn | A. Le Coq Arena     | 18 de mayo | 14:30      | 1 687        |
| Nõmme Kalju         | 4 – 0      | Kuressaare      | Sportland Arena     | 18 de mayo | 19:00      | 369          |
| Tallinna Kalev      | 2 – 5      | Narva Trans     | Kadriorg Stadium    | 19 de mayo | 19:00      | 232          |

| Jornada 14      | Jornada 14 | Jornada 14          | Jornada 14               | Jornada 14 | Jornada 14 | Jornada 14   |
| Local           | Resultado  | Visitante           | Estadio                  | Fecha      | Hora       | Espectadores |
| --------------- | ---------- | ------------------- | ------------------------ | ---------- | ---------- | ------------ |
| Kuressaare      | 1 – 3      | Flora Tallin        | Kuressaare linnastaadion | 27 de mayo | 18:00      | 434          |
| Tammeka Tartu   | 5 – 0      | Tallinna Kalev      | Tartu Tamme Stadium      | 27 de mayo | 18:00      | 358          |
| Narva Trans     | 4 – 2      | Harju               | Narva Kreenholm Stadium  | 27 de mayo | 19:00      | 325          |
| Levadia Tallinn | 2 – 2      | Vaprus Pärnu        | A. Le Coq Arena          | 28 de mayo | 19:00      | 294          |
| Nõmme Kalju     | 0 – 2      | Paide Linnameeskond | Sportland Arena          | 28 de mayo | 19:00      | 805          |

| Jornada 15          | Jornada 15 | Jornada 15      | Jornada 15          | Jornada 15 | Jornada 15 | Jornada 15   |
| Local               | Resultado  | Visitante       | Estadio             | Fecha      | Hora       | Espectadores |
| ------------------- | ---------- | --------------- | ------------------- | ---------- | ---------- | ------------ |
| Flora Tallin        | 3 – 1      | Tammeka Tartu   | A. Le Coq Arena     | 30 de mayo | 20:00      | 473          |
| Harju               | 0 – 1      | Levadia Tallinn | Laagri Stadium      | 31 de mayo | 14:30      | 457          |
| Paide Linnameeskond | 0 – 1      | Narva Trans     | Paide linnastaadion | 31 de mayo | 17:00      | 256          |
| Vaprus Pärnu        | 2 – 1      | Kuressaare      | Pärnu Rannastaadion | 1 de junio | 14:30      | 378          |
| Tallinna Kalev      | 0 – 1      | Nõmme Kalju     | Kadriorg Stadium    | 1 de junio | 17:00      | 287          |

| Jornada 16     | Jornada 16 | Jornada 16          | Jornada 16               | Jornada 16  | Jornada 16 | Jornada 16   |
| Local          | Resultado  | Visitante           | Estadio                  | Fecha       | Hora       | Espectadores |
| -------------- | ---------- | ------------------- | ------------------------ | ----------- | ---------- | ------------ |
| Tammeka Tartu  | 2 – 1      | Harju               | Tartu Tamme Stadium      | 13 de junio | 19:00      | 300          |
| Tallinna Kalev | 0 – 3      | Vaprus Pärnu        | Kadriorg Stadium         | 14 de junio | 14:30      | 357          |
| Kuressaare     | 1 – 2      | Levadia Tallinn     | Kuressaare linnastaadion | 14 de junio | 17:00      | 243          |
| Flora Tallin   | 1 – 2      | Paide Linnameeskond | A. Le Coq Arena          | 15 de junio | 14:30      | 1 103        |
| Nõmme Kalju    | 2 – 0      | Narva Trans         | Sportland Arena          | 15 de junio | 17:00      | 266          |

| Jornada 17      | Jornada 17 | Jornada 17          | Jornada 17               | Jornada 17  | Jornada 17 | Jornada 17   |
| Local           | Resultado  | Visitante           | Estadio                  | Fecha       | Hora       | Espectadores |
| --------------- | ---------- | ------------------- | ------------------------ | ----------- | ---------- | ------------ |
| Kuressaare      | 2 – 3      | Tammeka Tartu       | Kuressaare linnastaadion | 17 de junio | 18:00      | 181          |
| Levadia Tallinn | 4 – 0      | Tallinna Kalev      | A. Le Coq Arena          | 18 de junio | 18:00      | 353          |
| Narva Trans     | 1 – 2      | Flora Tallin        | Narva Kreenholm Stadium  | 18 de junio | 18:00      | 309          |
| Vaprus Pärnu    | 1 – 2      | Paide Linnameeskond | Pärnu Rannastaadion      | 18 de junio | 19:00      | 649          |
| Nõmme Kalju     | 1 – 0      | Harju               | Sportland Arena          | 18 de junio | 20:00      | 221          |

| Jornada 18      | Jornada 18 | Jornada 18          | Jornada 18          | Jornada 18  | Jornada 18 | Jornada 18   |
| Local           | Resultado  | Visitante           | Estadio             | Fecha       | Hora       | Espectadores |
| --------------- | ---------- | ------------------- | ------------------- | ----------- | ---------- | ------------ |
| Levadia Tallinn | 2 – 1      | Narva Trans         | A. Le Coq Arena     | 27 de junio | 19:00      | 604          |
| Vaprus Pärnu    | 2 – 2      | Nõmme Kalju         | Pärnu Rannastaadion | 27 de junio | 20:00      | 1 493        |
| Tammeka Tartu   | 0 – 2      | Paide Linnameeskond | Tartu Tamme Stadium | 28 de junio | 19:00      | 325          |
| Harju           | 1 – 1      | Kuressaare          | Laagri Stadium      | 29 de junio | 17:00      | 217          |
| Flora Tallin    | 3 – 1      | Tallinna Kalev      | A. Le Coq Arena     | 29 de junio | 19:00      | 513          |

### Tercera vuelta
| Jornada 19          | Jornada 19 | Jornada 19      | Jornada 19              | Jornada 19  | Jornada 19 | Jornada 19   |
| Local               | Resultado  | Visitante       | Estadio                 | Fecha       | Hora       | Espectadores |
| ------------------- | ---------- | --------------- | ----------------------- | ----------- | ---------- | ------------ |
| Paide Linnameeskond | 0 – 3      | Levadia Tallinn | Paide linnastaadion     | 4 de julio  | 19:00      | 367          |
| Narva Trans         | 3 – 2      | Kuressaare      | Narva Kreenholm Stadium | 5 de julio  | 17:00      | 213          |
| Tallinna Kalev      | 3 – 2      | Tammeka Tartu   | Kadriorg Stadium        | 6 de julio  | 17:00      | 151          |
| Flora Tallin        | 1 – 0      | Nõmme Kalju     | A. Le Coq Arena         | 6 de julio  | 21:30      | 740          |
| Vaprus Pärnu        | 2 – 2      | Harju           | Pärnu Rannastaadion     | 25 de julio | 19:00      | 470          |

| Jornada 20          | Jornada 20 | Jornada 20    | Jornada 20               | Jornada 20  | Jornada 20 | Jornada 20   |
| Local               | Resultado  | Visitante     | Estadio                  | Fecha       | Hora       | Espectadores |
| ------------------- | ---------- | ------------- | ------------------------ | ----------- | ---------- | ------------ |
| Levadia Tallinn     | 3 – 1      | Nõmme Kalju   | A. Le Coq Arena          | 21 de junio | 14:30      | 656          |
| Paide Linnameeskond | 2 – 1      | Flora Tallin  | Paide linnastaadion      | 21 de junio | 19:00      | 425          |
| Kuressaare          | 0 – 2      | Tammeka Tartu | Kuressaare linnastaadion | 11 de julio | 19:00      | 215          |
| Vaprus Pärnu        | 0 – 0      | Narva Trans   | Pärnu Rannastaadion      | 12 de julio | 14:30      | 420          |
| Tallinna Kalev      | 3 – 1      | Harju         | Kadriorg Stadium         | 13 de julio | 14:30      | 295          |

| Jornada 21          | Jornada 21 | Jornada 21     | Jornada 21               | Jornada 21  | Jornada 21 | Jornada 21   |
| Local               | Resultado  | Visitante      | Estadio                  | Fecha       | Hora       | Espectadores |
| ------------------- | ---------- | -------------- | ------------------------ | ----------- | ---------- | ------------ |
| Levadia Tallinn     | 3 – 0      | Harju          | A. Le Coq Arena          | 19 de julio | 19:00      | 344          |
| Nõmme Kalju         | 6 – 2      | Tallinna Kalev | Sportland Arena          | 20 de julio | 17:00      | 423          |
| Tammeka Tartu       | 1 – 2      | Flora Tallin   | Tartu Tamme Stadium      | 20 de julio | 17:00      | 414          |
| Kuressaare          | 2 – 1      | Vaprus Pärnu   | Kuressaare linnastaadion | 20 de julio | 19:00      | 265          |
| Paide Linnameeskond | 2 – 0      | Narva Trans    | Paide linnastaadion      | 20 de julio | 19:00      | 251          |

| Jornada 22          | Jornada 22 | Jornada 22   | Jornada 22              | Jornada 22  | Jornada 22 | Jornada 22   |
| Local               | Resultado  | Visitante    | Estadio                 | Fecha       | Hora       | Espectadores |
| ------------------- | ---------- | ------------ | ----------------------- | ----------- | ---------- | ------------ |
| Levadia Tallinn     | 2 – 0      | Kuressaare   | A. Le Coq Arena         | 1 de agosto | 19:30      | 376          |
| Narva Trans         | 1 – 1      | Flora Tallin | Narva Kreenholm Stadium | 2 de agosto | 19:00      | 323          |
| Paide Linnameeskond | 2 – 0      | Harju        | Paide linnastaadion     | 3 de agosto | 17:00      | 161          |
| Tammeka Tartu       | 1 – 3      | Nõmme Kalju  | Tartu Tamme Stadium     | 3 de agosto | 19:00      | 433          |
| Tallinna Kalev      | 0 – 2      | Vaprus Pärnu | Kadriorg Stadium        | 5 de agosto | 19:00      | 322          |

| Jornada 23          | Jornada 23 | Jornada 23      | Jornada 23               | Jornada 23       | Jornada 23 | Jornada 23   |
| Local               | Resultado  | Visitante       | Estadio                  | Fecha            | Hora       | Espectadores |
| ------------------- | ---------- | --------------- | ------------------------ | ---------------- | ---------- | ------------ |
| Kuressaare          | 1 – 3      | Harju           | Kuressaare linnastaadion | 9 de agosto      | 14:30      | T.B.D        |
| Narva Trans         | 4 – 1      | Tammeka Tartu   | Narva Kreenholm Stadium  | 9 de agosto      | 17:00      | T.B.D        |
| Paide Linnameeskond | 2 – 2      | Tallinna Kalev  | Paide linnastaadion      | 9 de agosto      | 19:00      | T.B.D        |
| Nõmme Kalju         | 1 – 2      | Vaprus Pärnu    | Sportland Arena          | 10 de agosto     | 19:00      | T.B.D        |
| Flora Tallin        | v.s.       | Levadia Tallinn | A. Le Coq Arena          | 24 de septiembre | 19:30      | T.B.D        |

| Jornada 24          | Jornada 24 | Jornada 24      | Jornada 24          | Jornada 24   | Jornada 24 | Jornada 24   |
| Local               | Resultado  | Visitante       | Estadio             | Fecha        | Hora       | Espectadores |
| ------------------- | ---------- | --------------- | ------------------- | ------------ | ---------- | ------------ |
| Vaprus Pärnu        | 8 – 1      | Tammeka Tartu   | Pärnu Rannastaadion | 15 de agosto | 19:30      | 610          |
| Paide Linnameeskond | 5 – 1      | Kuressaare      | Paide linnastaadion | 16 de agosto | 17:00      | 179          |
| Flora Tallin        | 3 – 1      | Harju           | A. Le Coq Arena     | 16 de agosto | 19:00      | 485          |
| Nõmme Kalju         | 1 – 2      | Narva Trans     | Sportland Arena     | 17 de agosto | 17:00      | 356          |
| Tallinna Kalev      | 1 – 6      | Levadia Tallinn | Kadriorg Stadium    | 17 de agosto | 19:00      | 301          |

| Jornada 25      | Jornada 25 | Jornada 25          | Jornada 25               | Jornada 25   | Jornada 25 | Jornada 25   |
| Local           | Resultado  | Visitante           | Estadio                  | Fecha        | Hora       | Espectadores |
| --------------- | ---------- | ------------------- | ------------------------ | ------------ | ---------- | ------------ |
| Levadia Tallinn | v.s.       | Vaprus Pärnu        | A. Le Coq Arena          | 22 de agosto | 19:30      | T.B.D        |
| Tammeka Tartu   | v.s.       | Paide Linnameeskond | Tartu Tamme Stadium      | 23 de agosto | 17:00      | T.B.D        |
| Narva Trans     | v.s.       | Tallinna Kalev      | Narva Kreenholm Stadium  | 23 de agosto | 18:30      | T.B.D        |
| Kuressaare      | v.s.       | Flora Tallin        | Kuressaare linnastaadion | 24 de agosto | 14:30      | T.B.D        |
| Harju           | v.s.       | Nõmme Kalju         | Laagri Stadium           | 24 de agosto | 19:00      | T.B.D        |

| Jornada 26      | Jornada 26 | Jornada 26          | Jornada 26          | Jornada 26   | Jornada 26 | Jornada 26   |
| Local           | Resultado  | Visitante           | Estadio             | Fecha        | Hora       | Espectadores |
| --------------- | ---------- | ------------------- | ------------------- | ------------ | ---------- | ------------ |
| Levadia Tallinn | v.s.       | Narva Trans         | A. Le Coq Arena     | 29 de agosto | 19:30      | T.B.D        |
| Tallinna Kalev  | v.s.       | Flora Tallin        | Kadriorg Stadium    | 30 de agosto | 17:00      | T.B.D        |
| Vaprus Pärnu    | v.s.       | Paide Linnameeskond | Pärnu Rannastaadion | 30 de agosto | 19:00      | T.B.D        |
| Nõmme Kalju     | v.s.       | Kuressaare          | Sportland Arena     | 31 de agosto | 17:00      | T.B.D        |
| Harju           | v.s.       | Tammeka Tartu       | Laagri Stadium      | 31 de agosto | 19:00      | T.B.D        |

| Jornada 27          | Jornada 27 | Jornada 27      | Jornada 27               | Jornada 27       | Jornada 27 | Jornada 27   |
| Local               | Resultado  | Visitante       | Estadio                  | Fecha            | Hora       | Espectadores |
| ------------------- | ---------- | --------------- | ------------------------ | ---------------- | ---------- | ------------ |
| Flora Tallin        | v.s.       | Vaprus Pärnu    | A. Le Coq Arena          | 13 de septiembre | 14:30      | T.B.D        |
| Tammeka Tartu       | v.s.       | Levadia Tallinn | Tartu Tamme Stadium      | 13 de septiembre | 17:00      | T.B.D        |
| Kuressaare          | v.s.       | Tallinna Kalev  | Kuressaare linnastaadion | 14 de septiembre | 14:30      | T.B.D        |
| Paide Linnameeskond | v.s.       | Nõmme Kalju     | Paide linnastaadion      | 14 de septiembre | 14:30      | T.B.D        |
| Narva Trans         | v.s.       | Harju           | Narva Kreenholm Stadium  | 14 de septiembre | 17:00      | T.B.D        |

### Cuarta vuelta
| Jornada 28      | Jornada 28 | Jornada 28          | Jornada 28              | Jornada 28       | Jornada 28 | Jornada 28   |
| Local           | Resultado  | Visitante           | Estadio                 | Fecha            | Hora       | Espectadores |
| --------------- | ---------- | ------------------- | ----------------------- | ---------------- | ---------- | ------------ |
| Tammeka Tartu   | v.s.       | Vaprus Pärnu        | Tartu Tamme Stadium     | 16 de septiembre | 19:00      | T.B.D        |
| Harju           | v.s.       | Kuressaare          | Laagri Stadium          | 17 de septiembre | 17:30      | T.B.D        |
| Levadia Tallinn | v.s.       | Flora Tallin        | A. Le Coq Arena         | 17 de septiembre | 19:00      | T.B.D        |
| Narva Trans     | v.s.       | Nõmme Kalju         | Narva Kreenholm Stadium | 17 de septiembre | 19:00      | T.B.D        |
| Tallinna Kalev  | v.s.       | Paide Linnameeskond | Kadriorg Stadium        | 17 de septiembre | 19:30      | T.B.D        |

| Jornada 29          | Jornada 29 | Jornada 29      | Jornada 29               | Jornada 29       | Jornada 29 | Jornada 29   |
| Local               | Resultado  | Visitante       | Estadio                  | Fecha            | Hora       | Espectadores |
| ------------------- | ---------- | --------------- | ------------------------ | ---------------- | ---------- | ------------ |
| Kuressaare          | v.s.       | Narva Trans     | Kuressaare linnastaadion | 20 de septiembre | 14:30      | T.B.D        |
| Paide Linnameeskond | v.s.       | Harju           | Paide linnastaadion      | 20 de septiembre | 14:30      | T.B.D        |
| Flora Tallin        | v.s.       | Tammeka Tartu   | A. Le Coq Arena          | 20 de septiembre | 17:00      | T.B.D        |
| Nõmme Kalju         | v.s.       | Levadia Tallinn | Sportland Arena          | 21 de septiembre | 14:30      | T.B.D        |
| Vaprus Pärnu        | v.s.       | Tallinna Kalev  | Pärnu Rannastaadion      | 21 de septiembre | 17:00      | T.B.D        |

| Jornada 30      | Jornada 30 | Jornada 30          | Jornada 30              | Jornada 30       | Jornada 30 | Jornada 30   |
| Local           | Resultado  | Visitante           | Estadio                 | Fecha            | Hora       | Espectadores |
| --------------- | ---------- | ------------------- | ----------------------- | ---------------- | ---------- | ------------ |
| Tammeka Tartu   | v.s.       | Kuressaare          | Tartu Tamme Stadium     | 26 de septiembre | 19:00      | T.B.D        |
| Vaprus Pärnu    | v.s.       | Harju               | Pärnu Rannastaadion     | 27 de septiembre | 14:30      | T.B.D        |
| Narva Trans     | v.s.       | Paide Linnameeskond | Narva Kreenholm Stadium | 27 de septiembre | 17:00      | T.B.D        |
| Nõmme Kalju     | v.s.       | Flora Tallin        | Sportland Arena         | 28 de septiembre | 14:30      | T.B.D        |
| Levadia Tallinn | v.s.       | Tallinna Kalev      | A. Le Coq Arena         | 28 de septiembre | 19:00      | T.B.D        |

| Jornada 31      | Jornada 31 | Jornada 31          | Jornada 31               | Jornada 31   | Jornada 31 | Jornada 31   |
| Local           | Resultado  | Visitante           | Estadio                  | Fecha        | Hora       | Espectadores |
| --------------- | ---------- | ------------------- | ------------------------ | ------------ | ---------- | ------------ |
| Kuressaare      | v.s.       | Paide Linnameeskond | Kuressaare linnastaadion | 4 de octubre | 14:30      | T.B.D        |
| Tallinna Kalev  | v.s.       | Narva Trans         | Kadriorg Stadium         | 4 de octubre | 17:00      | T.B.D        |
| Harju           | v.s.       | Flora Tallin        | Laagri Stadium           | 4 de octubre | 19:00      | T.B.D        |
| Levadia Tallinn | v.s.       | Tammeka Tartu       | A. Le Coq Arena          | 5 de octubre | 14:30      | T.B.D        |
| Nõmme Kalju     | v.s.       | Vaprus Pärnu        | Sportland Arena          | 5 de octubre | 16:30      | T.B.D        |

| Jornada 32          | Jornada 32 | Jornada 32      | Jornada 32               | Jornada 32    | Jornada 32 | Jornada 32   |
| Local               | Resultado  | Visitante       | Estadio                  | Fecha         | Hora       | Espectadores |
| ------------------- | ---------- | --------------- | ------------------------ | ------------- | ---------- | ------------ |
| Paide Linnameeskond | v.s.       | Tammeka Tartu   | Paide linnastaadion      | 18 de octubre | 12:30      | T.B.D        |
| Kuressaare          | v.s.       | Levadia Tallinn | Kuressaare linnastaadion | 18 de octubre | 14:30      | T.B.D        |
| Narva Trans         | v.s.       | Vaprus Pärnu    | Narva Kreenholm Stadium  | 18 de octubre | 17:00      | T.B.D        |
| Flora Tallin        | v.s.       | Tallinna Kalev  | A. Le Coq Arena          | 18 de octubre | 19:00      | T.B.D        |
| Harju               | v.s.       | Nõmme Kalju     | Laagri Stadium           | 19 de octubre | 14:30      | T.B.D        |

| Jornada 33      | Jornada 33 | Jornada 33          | Jornada 33          | Jornada 33    | Jornada 33 | Jornada 33   |
| Local           | Resultado  | Visitante           | Estadio             | Fecha         | Hora       | Espectadores |
| --------------- | ---------- | ------------------- | ------------------- | ------------- | ---------- | ------------ |
| Flora Tallin    | v.s.       | Narva Trans         | A. Le Coq Arena     | 21 de octubre | 18:00      | T.B.D        |
| Vaprus Pärnu    | v.s.       | Kuressaare          | Pärnu Rannastaadion | 21 de octubre | 18:00      | T.B.D        |
| Tallinna Kalev  | v.s.       | Nõmme Kalju         | Kadriorg Stadium    | 22 de octubre | 18:00      | T.B.D        |
| Tammeka Tartu   | v.s.       | Harju               | Tartu Tamme Stadium | 22 de octubre | 18:00      | T.B.D        |
| Levadia Tallinn | v.s.       | Paide Linnameeskond | A. Le Coq Arena     | 22 de octubre | 19:00      | T.B.D        |

| Jornada 34          | Jornada 34 | Jornada 34      | Jornada 34               | Jornada 34    | Jornada 34 | Jornada 34   |
| Local               | Resultado  | Visitante       | Estadio                  | Fecha         | Hora       | Espectadores |
| ------------------- | ---------- | --------------- | ------------------------ | ------------- | ---------- | ------------ |
| Harju               | v.s.       | Narva Trans     | Laagri Stadium           | 25 de octubre | 14:30      | T.B.D        |
| Kuressaare          | v.s.       | Nõmme Kalju     | Kuressaare linnastaadion | 25 de octubre | 14:30      | T.B.D        |
| Tammeka Tartu       | v.s.       | Tallinna Kalev  | Tartu Tamme Stadium      | 25 de octubre | 17:00      | T.B.D        |
| Paide Linnameeskond | v.s.       | Flora Tallin    | Paide linnastaadion      | 26 de octubre | 15:30      | T.B.D        |
| Vaprus Pärnu        | v.s.       | Levadia Tallinn | Pärnu Rannastaadion      | 26 de octubre | 18:00      | T.B.D        |

| Jornada 35          | Jornada 35 | Jornada 35      | Jornada 35              | Jornada 35     | Jornada 35 | Jornada 35   |
| Local               | Resultado  | Visitante       | Estadio                 | Fecha          | Hora       | Espectadores |
| ------------------- | ---------- | --------------- | ----------------------- | -------------- | ---------- | ------------ |
| Nõmme Kalju         | v.s.       | Tammeka Tartu   | Sportland Arena         | 1 de noviembre | 13:30      | T.B.D        |
| Flora Tallin        | v.s.       | Kuressaare      | A. Le Coq Arena         | 1 de noviembre | 15:30      | T.B.D        |
| Harju               | v.s.       | Tallinna Kalev  | Laagri Stadium          | 1 de noviembre | 15:30      | T.B.D        |
| Paide Linnameeskond | v.s.       | Vaprus Pärnu    | Paide linnastaadion     | 2 de noviembre | 13:30      | T.B.D        |
| Narva Trans         | v.s.       | Levadia Tallinn | Narva Kreenholm Stadium | 2 de noviembre | 15:30      | T.B.D        |

| Jornada 36      | Jornada 36 | Jornada 36          | Jornada 36          | Jornada 36     | Jornada 36 | Jornada 36   |
| Local           | Resultado  | Visitante           | Estadio             | Fecha          | Hora       | Espectadores |
| --------------- | ---------- | ------------------- | ------------------- | -------------- | ---------- | ------------ |
| Levadia Tallinn | v.s.       | Harju               | A. Le Coq Arena     | 8 de noviembre | 13:30      | T.B.D        |
| Nõmme Kalju     | v.s.       | Paide Linnameeskond | Sportland Arena     | 8 de noviembre | 13:30      | T.B.D        |
| Tallinna Kalev  | v.s.       | Kuressaare          | Kadriorg Stadium    | 8 de noviembre | 13:30      | T.B.D        |
| Tammeka Tartu   | v.s.       | Narva Trans         | Tartu Tamme Stadium | 8 de noviembre | 13:30      | T.B.D        |
| Vaprus Pärnu    | v.s.       | Flora Tallin        | Pärnu Rannastaadion | 8 de noviembre | 13:30      | T.B.D        |

## Estadísticas

### Récords
- Primer gol de la temporada: Anotado por Tanel Tammik, en el Levadia Tallinn 5 – 0 Harju (28 de febrero de 2025)
- Mayor número de goles marcados en un partido: 9 goles, Tallinna Kalev 0 – 9 Levadia Tallinn (19 de abril de 2025)
- Partido con más espectadores: 1 687, en el Flora Tallin 1 – 0 Levadia Tallinn (18 de mayo de 2025)
- Partido con menos espectadores: 85, en el Kuressaare 1 – 2 Harju (16 de marzo de 2025)